# الجنبة (الملاجم)

تعديل مصدري - تعديل

الجنبة هي إحدى قرى عزلة ذى خير بمديرية الملاجم التابعة لمحافظة البيضاء، بلغ تعداد سكانها 69 نسمة حسب تعداد اليمن لعام 2004.